# Schafsberg (Limburg an der Lahn)
Der Schafsberg im Limburger Becken ist mit einer Höhe von 174 Metern die viertgrößte Erhebung auf dem Gebiet der Stadt Limburg an der Lahn im hessischen Landkreis Limburg-Weilburg.
Der Hügel ist von drei Seiten um- und bebaut. Die Wohnbebauung an Süd-, Ost- sowie einem Teil der Nordseite gehört zur Kernstadt, am nördlichen Ausläufer schließt sich ein Teil des Ortsteils Staffel an. Die Oberwesterwaldbahn, beginnend am südöstlich gelegenen Bahnhof Limburg (Lahn), umrundet den Schafsberg fast vollständig. 
Weithin sichtbar ist der Schafsberg durch das St.-Vincenz-Krankenhaus und das angegliederte Gesundheitszentrum. Vorgängerbau des Krankenhauses war eine Anlage, die als Kinderheim dienen sollte. 1950 zogen dort erste Abteilungen des am Lahnufer gelegenen Krankenhauses ein. Bereits 1958 folgte der Abriss des zwischenzeitlich erweiterten Altbaus. 1959 wurde der erste Abschnitt des Neubaus für den Krankenhausbetrieb freigegeben. Bis 1972 waren die wesentlichen Gebäudeteile des Krankenhauses fertiggestellt, die seitdem um kleinere Anbauten erweitert wurden. Gegen eine weitere Ausweitung der Bebauung wehrt sich eine Bürgerinitiative.
Auf dem Schafsberg befinden sich unterhalb des Krankenhauses die Tilemannschule sowie der städtische Hauptfriedhof.
Der Schafsberg war vor mehreren zehntausend Jahren ein aktiver Vulkan. Heute ist er allerdings längst erloschen, eine erneute Aktivität ist ausgeschlossen. 
Am Nordhang des Schafsbergs liegt der denkmalgeschützte Jüdische Friedhof der Stadt. Ein großer Teil der Gebäude am südlichen und westlichen Fuß des Bergs zählt zur Gesamtanlage Diezer Straße/Parkstraße.